# Copa da Liga Francesa de 2017–18
A Copa da Liga Francesa de 2017–18 foi a 24ª edição dessa competição francesa de futebol organizada pela LFP, iniciada em 8 de agosto de 2017, com seu término em 31 de março de 2018.

## Participantes
| Competição | Equipes          | Equipes                | Equipes             | Equipes            |
| ---------- | ---------------- | ---------------------- | ------------------- | ------------------ |
| Ligue 1    | Amiens           | Angers                 | Bordeaux            | Caen               |
| Ligue 1    | Dijon            | Guingamp               | Lille               | Lyon               |
| Ligue 1    | Metz             | Monaco                 | Montpellier         | Nantes             |
| Ligue 1    | Nice             | Olympique de Marseille | Paris Saint-Germain | Rennes             |
| Ligue 1    | Saint-Étienne    | RC Strasbourg          | Toulouse            | Troyes             |
| Ligue 2    | AC Ajaccio       | Gazélec Ajaccio        | Auxerre             | Bourg-en-Bresse 01 |
| Ligue 2    | Brest            | Châteauroux            | Clermont Foot 63    | Le Havre           |
| Ligue 2    | Lens             | Lorient                | Nancy               | Nîmes              |
| Ligue 2    | Chamois Niortais | US Orléans             | Paris FC            | US Quevilly        |
| Ligue 2    | Reims            | Sochaux                | Tours               | Valenciennes       |
| National   | Bastia           | Red Star Paris         | Stade Lavallois     | Créteil            |

## Fases iniciais

### Primeira rodada
A primeira rodada foi disputada por 22 equipes, em partida única. As partidas foram disputadas em 8 de agosto de 2017.
Em negrito os times classificados.
| Equipe 1           | Resultado     | Equipe 2         |
| ------------------ | ------------- | ---------------- |
| Stade Lavallois    | 1–1 (3–4 pen) | Lorient          |
| Le Havre           | 4–4 (5–4 pen) | Nîmes            |
| Paris FC           | 0–0 (4–3 pen) | Brest            |
| US Quevilly        | 0–1           | US Orléans       |
| Red Star Paris     | 1–1 (6–5 pen) | Auxerre          |
| Gazélec Ajaccio    | 0–0 (6–5 pen) | Créteil          |
| Châteauroux        | 0–1           | Clermont Foot 63 |
| Tours              | 4–1           | Chamois Niortais |
| Bourg-en-Bresse 01 | 0–1           | Reims            |
| Valenciennes       | 3–1           | Sochaux          |
| Lens               | 2–1           | AC Ajaccio       |

### Segunda rodada
A segunda rodada foi disputada por 12 equipes, em partida única. As partidas foram disputadas em 22 agosto de 2017.
Em negrito os times classificados.
| Equipe 1        | Resultado     | Equipe 2         |
| --------------- | ------------- | ---------------- |
| Lorient         | 3–2           | Lens             |
| Nancy           | 2–2 (4–2 pen) | US Orléans       |
| Paris FC        | 0–2           | Clermont Foot 63 |
| Tours           | 0–0 (7–6 pen) | Le Havre         |
| Gazélec Ajaccio | 0–0 (3–4 pen) | Red Star Paris   |
| Valenciennes    | 3–0           | Reims            |

## Fase final

### Fase de 16-avos
As partidas foram disputadas em 24 e 25 de outubro de 2017.
| Equipe 1   | Resultado     | Equipe 2         |
| ---------- | ------------- | ---------------- |
| Lorient    | 0–1           | Caen             |
| Guingamp   | 0–2           | Montpellier      |
| Lille      | 2–2 (5–4 pen) | Valenciennes     |
| Angers     | 3–2           | Nancy            |
| Dijon      | 1–2           | Rennes           |
| Metz       | 1–0           | Red Star Paris   |
| Toulouse   | 4–2           | Clermont Foot 63 |
| Tours      | 3–1           | Nantes           |
| Troyes     | 1–2           | Amiens           |
| Strasbourg | 1–1 (5–4 pen) | Saint-Étienne    |

### Oitavas de final
As partidas foram disputadas em 12 e 13 de dezembro de 2017.
| Equipe 1    | Resultado     | Equipe 2               |
| ----------- | ------------- | ---------------------- |
| Toulouse    | 2–0           | Bordeaux               |
| Monaco      | 2–0           | Caen                   |
| Angers      | 1–0           | Metz                   |
| Rennes      | 2–2 (4–3 pen) | Olympique de Marseille |
| Strasbourg  | 2–4           | Paris Saint-Germain    |
| Lille       | 1–1 (2–3 pen) | Nice                   |
| Amiens      | 2–1           | Tours                  |
| Montpellier | 4–1           | Lyon                   |

### Quartas de final
As partidas foram disputadas em 9 e 10 de janeiro de 2018.
| Equipe 1 | Resultado | Equipe 2            |
| -------- | --------- | ------------------- |
| Nice     | 1–2       | Monaco              |
| Rennes   | 4–2       | Toulouse            |
| Amiens   | 0–2       | Paris Saint-Germain |
| Angers   | 0–1       | Montpellier         |

### Semifinais
As partidas serão disputadas em 30 e 31 de janeiro de 2018.
| Equipe 1 | Resultado | Equipe 2            |
| -------- | --------- | ------------------- |
| Rennes   | 2–3       | Paris Saint-Germain |
| Monaco   | 2–0       | Montpellier         |

### Final
| 31 de março de 2018 | Paris Saint-Germain           | 3 – 0     | Monaco | Matmut Atlantique, Bordéus                  |
|                     | Cavani 8', 85' · Di Maria 21' | Relatório |        | Público: 41 248 Árbitro: FRA Clément Turpin |

## Premiação
| Copa da Liga Francesa de 2017–18        |
| França                                  |
| --------------------------------------- |
| PARIS SAINT-GERMAIN Campeão (8º título) |

## Artilheiros
Atualizado 13 de dezembro de 2017.
| Pos. | Jogador           | Equipe              | Gols |
| ---- | ----------------- | ------------------- | ---- |
| 1    | Adrien Hunou      | Rennes              | 3    |
| 1    | Souleymane Camara | Montpellier         | 3    |
| 1    | Falcao García     | Monaco              | 3    |
| 2    | Cristian López    | Lens                | 2    |
| 2    | Rémy Dugimont     | Clermont Foot       | 2    |
| 2    | Hameur Bouazza    | Tours               | 2    |
| 2    | Wahbi Khazri      | Rennes              | 2    |
| 2    | Ola Toivonen      | Toulouse            | 2    |
| 2    | Daniel Mancini    | Tours               | 2    |
| 2    | Steve Ambri       | Valenciennes        | 2    |
| 2    | Nathaël Julan     | Le Havre            | 2    |
| 2    | Max Gradel        | Toulouse            | 2    |
| 2    | Edinson Cavani    | Paris Saint-Germain | 2    |